# Jure Grando
Jure Grando (auch Giure Grando; † 1656) war ein Bauer aus dem Dorf Kringa in Istrien (Republik Venedig, heute Kroatien). Er gilt als der erste Mensch, der in schriftlicher Form als Vampir bezeichnet wurde.

## Biografie
Die meisten Daten stammen aus dem Bericht von Freiherr Johann Weichard von Valvasor. In seiner volkskundlichen Schrift „Die Ehre dess Hertzogthums Crain“ erwähnt er zum ersten Mal diesen Fall. Demnach soll Grando 1672, also sechzehn Jahre nach seinem Tod, seinem Grab entstiegen sein und als Strigon genannter Untoter sein Heimatdorf terrorisiert haben. Offensichtlich war die Vorstellung verbreitet, dass der Wiedergänger nachts den Frauen der Bauern nachstellte, glaubten diese doch, dass jemand wie Grando ihre Weiber bekriechen / und würcklich beschlaffen / wiewol kein einiges Wort dabei reden würde.
Valvasor gibt jedoch zu erkennen, dass es sich eher um eine Erklärung für Ehebruch oder für den Witwen untersagten geschlechtlichen Umgang mit Männern handelte, zumal wenn diese Witwen noch jung und schön seynd / von recht fleischlichen Geistern / recht würcklich und wachsamlich beschlaffen werden. Um die Verwerflichkeit solcher Praktiken zu betonen, schrieb man einem Strigon unnatürliche Fähigkeiten zu, zum Beispiel, dass er gegen Mitternacht im Dorf umhergehe und an Häusertüren klopfe. Einige Tage danach werde jemand aus den Häusern, an die er geklopft hatte, sterben. Die Bauern würden dann behaupten: der Strigon hat ihn gefressen.
Valvasor selbst hat diese Vorstellungen als Aberglaube bezeichnet. Einem solchen Schrecken konnte dem Brauch nach jedoch erst Einhalt geboten werden, als neun Männer aus dem Dorf den Leichnam Jure Grandos exhumierten, denn es werde ihnen diß Gespenst keine Ruhe lassen / bevor sie ihm einen Pfahl von Dorn-Holtz durch den Leib schlagen.  Im vorliegenden Fall verließ den Pfähler jedoch der Mut, so dass ein anderer Mann den Kopf des Toten abtrennen musste, während ihn ein dritter dabei schützte, indem er ein Kruzifix vor sich hinhielt. Diese Vorgehensweise schien nach dem Zeugnis Valvasors in Istrien weit verbreitet, obwohl die Obrigkeit derartige Praxis hart bestrafte, weil die Störung der Totenruhe gegen christlichen Glauben verstieß.

## Rezeption

### Tourismus
Seit einigen Jahren wird in Kringa versucht, mit der Geschichte von Jure Grando Touristen für den Ort zu begeistern.